# Ambohijanaka
Ambohijanaka est une commune rurale d'Antananarivo à Madagascar, située dans le district d'Antananarivo Atsimondrano, code postal 102.
La commune vit surtout de l'agriculture et de l’élevage.

## Écoles
- Lycée Peter Pan[1]